# Girolamo Muziano

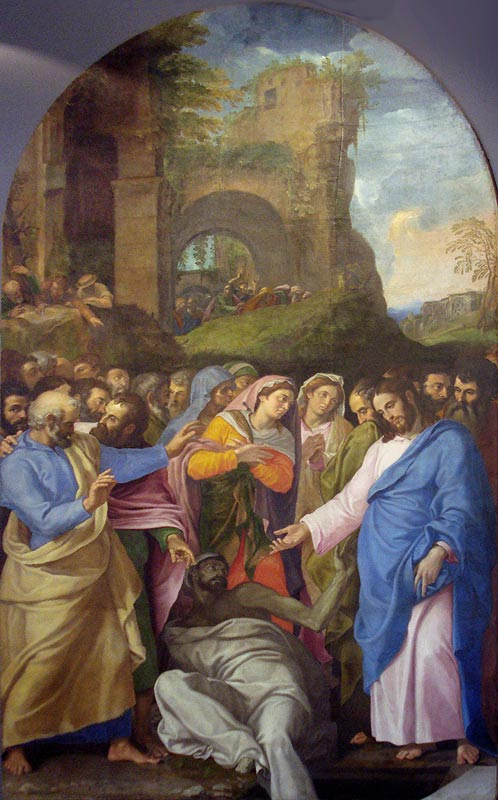
Girolamo Muziano, Wskrzeszenie Łazarza, 1556

Girolamo Muziano (ur. ok. 1532 w Acquafredda, zm. 1592 w Rzymie) – włoski malarz okresu późnego renesansu.
Urodził się w Acquafredda koło miasta Brescia, ale aktywny był głównie w Rzymie. Do 1549 roku przebywał w Wenecji, a od 1550 roku w Rzymie. Karierę rozpoczął po namalowaniu obrazu Zmartwychwstanie Łazarza w 1555 roku. W latach 1560–1566 pracował dla kardynała Ippolito d’Este, ozdabiając jego willę d’Este w Tivoli. Szczytowy okres jego twórczości przypada na lata 1570-1580.
Specjalizował się w malarstwie historycznym w stylu wzorującym się na malarstwie Michała Anioła.
Pochowany został w kościele Santa Maria Maggiore.
Jedyny w Polsce przypisywany mu obraz znajduje się w kościele w miejscowości Ukta – jest to Opłakiwanie Chrystusa.